# Ivica Džolan
Ivica Džolan (Prozor-Rama, 11 ottobre 1988) è un calciatore croato, difensore del Novaki.

## Carriera

### Club
Ha giocato nella prima divisione dei campionati croato ed islandese.

### Nazionale
Ha giocato nella nazionale croata Under-19.